# Ионсон, Густав Юрьевич
Йо́нсон Густа́в Ю́рьевич (эст. Gustav Jonson; 26 декабря 1879 (7 января) 1880 — 15 ноября 1942, Челябинск) — офицер Русской Императорской армии, эстонский и советский военный деятель, главнокомандующий эстонской армией (1940 год). Генерал-майор Эстонии (1928); генерал-лейтенант РККА (29 декабря 1940 года).

## Биография
Густав Йонсон родился 7 января 1880 года в деревне Пяри Феллинского уезда. Сын состоятельного владельца фермы. Окончил муниципальную школу в Пяри, приходскую школу в Феллине, городское училище там же в 1898 году, реальное училище в Юрьеве в 1901 году. В 1901—1907 годах учился в Рижском политехническом институте. Участвовал в студенческих выступлениях во время первой русской революции, за что в 1905 году был отчислен из института, выехал в Германию и поступил в Высшее техническое училище в Дрездене. Однако был вынужден прервать учёбу из-за отсутствия средств, вернулся в Ригу и продолжил получать образование там.

### Русская императорская армия
В 1908 году поступил вольноопределяющимся на службу в Русскую императорскую армию. Служил в артиллерийской части в Двинске, сдал экзамен на первый офицерский чин и в 1910 году произведён в прапорщики. В 1912 году вышел в отставку. Жил в Риге, работал в Рижской палате мер и весов.
С началом Первой мировой войны в августе 1914 года вновь призван в армию, в 1915 году зачислен в 2-й Кавказский мортирный артиллерийский дивизион 2-го Кавказского армейского корпуса. В его рядах сражался в 10-й армии на Северо-Западном и Западном фронтах. За отличия в летних наступательных боях 1917 года награждён Георгиевским оружием. В октябре 1917 года произведён в штабс-капитаны.

### Революционные годы
В ноябре 1917 года покинул фронт и приехал в Эстонию по призыву Земского совета Эстляндии для участия в формировании эстонской армии. Формировал эстонские стрелковые части, которые, однако, были незамедлительно разоружены и распущены немцами после оккупации ими Эстонии в феврале 1918 года. Йонсон покинул Эстонию и бежал в Россию, но в феврале 1918 года подвергся аресту красногвардейцами и заключению в петроградскую тюрьму «Кресты».

### Армия независимой Эстонии
Позднее был освобождён из тюрьмы и в ноябре 1918 года возвратился в Эстонию. Сразу же был зачислен в эстонскую армию, сформировал 1-й кавалерийский полк и стал его командиром, с 1919 года — подполковник. Участник Эстонской освободительной войны против Красной армии и Прибалтийского ландесвера. За отличия в боях награждён орденом, а также получил в дар от государства земельный участок в 50 гектар с хутором. В 1921—1923 годах учился в Эстонском колледже обороны, полковник (1923). После окончания колледжа стажировался во французской армии. С марта 1924 года — помощник начальника Генерального штаба Вооружённых Сил Эстонии. С 1925 года преподавал в Высшем военном училище, с августа 1927 года — его начальник. В феврале 1928 года назначен начальником военно-учебных заведений Эстонской армии и членом Военного совета Эстонии. В том же году произведён в генерал-майоры.
В 1930—1933 годах командир 3-й пехотной дивизии и комендант Таллина. С августа 1933 года — начальник силвнутренней обороны республики. С февраля по март 1934 года временно исполнял должность военного министра Эстонии. С марта 1934 года — помощник Главнокомандующего Вооружёнными силами Эстонии, одновременно генерал-инспектор кавалерии. 1 января 1939 года уволен из армии по возрасту.
В 1939—1940 годах — помощник президента Эстонии Константина Пятса. В годы независимости Эстонии был председателем и членом большого количества различных общественных организаций, обществ и союзов.

### Присоединение Эстонии к СССР
Во время смены власти в Эстонии и включения её в состав СССР в июле-августе 1940 года был Главнокомандующим Эстонской армией. 30 августа 1940 года эстонская армия была преобразована в 22-й Эстонский территориальный стрелковый корпус (180-я и 182-я стрелковые дивизии, 614-й корпусной артиллерийский полк и 22-й корпусной авиаотряд (семь легких бомбардировщиков Hawker «Hart Landplane», пять разведчиков Henschel Hs 126B и 10 тренировочных самолётов)) под командованием генерал-лейтенанта Густава Йонсона, который был включен в состав Красной Армии. Самому Густаву Йонсону постановлением Совнаркома СССР от 29 декабря 1940 года было присвоено воинское звание генерал-лейтенант.
10 июня 1941 года сдал 22-й территориальный ск согласно приказу НКО № 01458 генерал-майору А. С. Ксенофонтову и убыл в Москву в распоряжение начальника Академии Генерального штаба РККА.
19 июня 1941 года арестован по подозрению в шпионаже. Особым совещанием при Народном комиссаре внутренних дел СССР за контрреволюционную деятельность 15 мая 1942 года приговорён к высшей мере наказания и по одним данным, в тот же день расстрелян в Саратовской тюрьме, а по другим данным, приговор не был приведён в исполнение и заменён на 10 лет исправительно-трудовых лагерей, генерал Йонсон умер в лагере в Челябинске 15 ноября 1942 года.
Реабилитирован Постановлением Главной военной прокуратуры Российской Федерации от 22 января 2001 года.

## Награды

### Награды Российской империи
- Орден Святого Станислава 2-й степени
- Орден Святой Анны 3-й степени
- Георгиевское оружие (5.09.1917)[8]

### Награды Эстонии
- Крест Свободы II класса 2-й степени (1920), I класса 3-й степени (1920)
- Орден Орлиного креста I класса (1933)
- Орден Эстонского Красного Креста II класса (1934)
- медали Эстонии

### Иностранные награды
- Орден Трёх звёзд II класса (Латвия)
- Военный орден Лачплесиса III класса (Латвия, 1924)
- Орден Возрождения Польши II класса (Польша)
- командор ордена Белой розы Финляндии